# RuPaul's Drag Race All Stars (quarta edizione)
La quarta edizione di RuPaul's Drag Race All Stars è andata in onda negli Stati Uniti a partire dal 14 dicembre 2018. Questa stagione è stata annunciata a novembre del 2018, e il cast è stato rivelato tramite una live Facebook, intitolato Trixie's Playhouse, condotto da Trixie Mattel (vincitrice dell'edizione All Stars precedente), il 9 novembre 2018.
In questa edizione, come nelle precedenti, al posto dei "Lipsync For Your Life", ci sono i "Lipsync For Your Legacy" dove le queen che sono andate meglio nella sfida principale si devono scontrare e chi vince il playback, oltre a 10000 $, riceve il potere di eliminare una delle concorrenti che è andata peggio nella sfida.
Per la prima volta nella storia del programma sono state dichiarate vincitrici due concorrenti, in ex aequo. Monét X Change e Trinity the Tuck, vincitrici della quarta edizione, hanno ricevuto come premio 100000 $ ciascuna, una fornitura di un anno cosmetici della Anastasia Beverly Hills Cosmetics, una corona e uno scettro di Fierce Drag Jewels. La proclamazione delle vincitrici è avvenuta direttamente nell'ultima puntata.

## Concorrenti
Le dieci concorrenti che hanno preso parte al reality show sono:
| Concorrente      | Vero nome              | Età | Città                    | Edizione originale    | Posizionamento edizione originale | Posizionamento |
| ---------------- | ---------------------- | --- | ------------------------ | --------------------- | --------------------------------- | -------------- |
| Monét X Change   | Kevin Bertin           | 28  | The Bronx – New York     | 10ª edizione          | 6º posto/Miss Simpatia            | Vincitrici     |
| Trinity The Tuck | Ryan Taylor            | 33  | Orlando – Florida        | 9ª edizione           | 3º/4º posto                       | Vincitrici     |
| Monique Heart    | Kevin Richardson       | 32  | Kansas City – Missouri   | 10ª edizione          | 8º posto                          | 3º/4º posto    |
| Naomi Smalls     | Davis Heppenstall      | 25  | Chicago – Illinois       | 8ª edizione           | Finalista                         | 3º/4º posto    |
| Latrice Royale   | Timothy Wilcots        | 46  | South Beach – Florida    | 4ª edizione           | 4º posto/Miss Simpatia            | 5º posto       |
| Latrice Royale   | Timothy Wilcots        | 46  | South Beach – Florida    | 1ª edizione All Stars | 7º/8º posto                       | 5º posto       |
| Manila Luzon     | Karl Westerberg        | 37  | Los Angeles – California | 3ª edizione           | 2º posto                          | 6º posto       |
| Manila Luzon     | Karl Westerberg        | 37  | Los Angeles – California | 1ª edizione All Stars | 7º/8º posto                       | 6º posto       |
| Valentina        | Valentina Xunaxi Levya | 27  | Echo Park – California   | 9ª edizione           | 7º posto/Miss Simpatia            | 7º posto       |
| Gia Gunn         | Gia Ketaro Ichikawa    | 28  | Los Angeles – California | 6ª edizione           | 10º posto                         | 8º posto       |
| Farrah Moan      | Cameron Clayton        | 25  | Los Angeles – California | 9ª edizione           | 8º posto                          | 9º posto       |
| Jasmine Masters  | Martell Robinson       | 41  | Los Angeles – California | 7ª edizione           | 12º posto                         | 10º posto      |

## Tabella eliminazioni
| Ordine | Episodi   | Episodi   | Episodi   | Episodi   | Episodi   | Episodi   | Episodi   | Episodi | Episodi | Episodi          |
| Ordine | 1         | 2         | 3         | 4         | 5         | 6         | 7         | 8       | 9       | 10               |
| ------ | --------- | --------- | --------- | --------- | --------- | --------- | --------- | ------- | ------- | ---------------- |
| 1      | Trinity   | Valentina | Manila    | Monique   | Manila    | Manila    | Latrice   | Naomi   | Trinity | Monét X Change   |
| 2      | Monique   | Monét     | Trinity   | Manila    | Monét     | Monét     | Trinity   | Monét   | Monique | Trinity The Tuck |
| 3      | Naomi     | Naomi     | Naomi     | Valentina | Trinity   | Latrice   | Manila    | Trinity | Monét   | Monique Heart    |
| 4      | Gia       | Latrice   | Monét     | Naomi     | Monique   | Monique   | Monét     | Monique | Naomi   | Naomi Smalls     |
| 5      | Valentina | Gia       | Monique   | Trinity   | Naomi     | Naomi     | Monique   | Latrice | Latrice |                  |
| 6      | Manila    | Trinity   | Latrice   | Monét     | Valentina | Valentina | Naomi     | Manila  |         |                  |
| 7      | Latrice   | Manila    | Valentina | Latrice   |           | Trinity   | Valentina |         |         |                  |
| 8      | Monét     | Monique   | Gia       |           |           | Gia       |           |         |         |                  |
| 9      | Farrah    | Farrah    |           |           |           | Farrah    |           |         |         |                  |
| 10     | Jasmine   |           |           |           |           | Jasmine   |           |         |         |                  |

Legenda
     La concorrente ha vinto la gara
     La concorrente è arrivata in finale, ma è stata eliminata
     La concorrente ha vinto la sfida, si è esibita in playback e ha vinto
     La concorrente ha vinto la sfida, si è esibita in playback e ha perso
     La concorrente figura tra le prime ma non si è esibita in playback
     La concorrente è salva e accede alla puntata successiva (l'ordine di chiamata è casuale)
     La concorrente figura tra le ultime ma non è a rischio eliminazione
     La concorrente figura tra le ultime ed è a rischio eliminazione
     La concorrente è stata eliminata
     La concorrente ha vinto il playback ed è rientrata nella competizione
     La concorrente ha perso il playback per rientrare nella competizione
     La concorrente ha vinto il playback ed è rimasta nella competizione
     La concorrente ha ricevuto l'immunità ed è salva

## Giudici
- RuPaul
- Michelle Visage
- Carson Kressley
- Ross Mathews

### Giudici ospiti
- Jenifer Lewis
- Ciara
- Kacey Musgraves
- Gus Kenworthy
- Keiynan Lonsdale
- Zoë Kravitz
- Yvette Nicole Brown
- Cecily Strong
- Rita Ora
- Susanne Bartsch
- Ellen Pompeo
- Frances Bean Cobain
- Felicity Huffman
- Jason Wu
- Erica Ash
- Todrick Hall

## Special Guest
- Stacy Layne Matthews
- Leland
- Freddy Scott
- Elthon John

- Lady Bunny
- Chad Michaels
- Alaska Thunderfuck 5000
- Trixie Mattel

## Riassunto episodi

### Episodio 1 -All Star Super Queen Variety Show
La puntata si apre con l'ingresso delle concorrenti iniziando con Monique Heart e finendo con Valentina. Quando RuPaul entra nell'atelier, le concorrenti presenti sono solo otto, poche rispetto alle edizioni precedenti. Dopo aver annunciato che ci sarebbero stati ancora i "Lip-Sync For Your Legacy", RuPaul annuncia che altre due concorrenti partecipano alla competizione, ovvero Manila Luzon e Latrice Royale, entrambe provenienti dalla prima edizione di All Stars come membri del Team Latrila.
- La mini sfida: subito dopo, RuPaul introduce la prima mini sfida, dove le concorrenti dovranno "leggersi" a vicenda, ovvero dirsi qualcosa di cattivo l'un l'altra persona, ma in modo scherzoso. La vincitrice della mini sfida è Latrice Royale.
- La sfida principale: RuPaul annuncia che la sfida principale sarà una gara di talenti, come nelle edizioni passate, ma saranno davanti ad un pubblico di veterani di guerra della comunità LGBTQ+. I concorrenti decidono di esibirsi nelle seguenti categorie:

| Concorrente      | Categorie       |
| ---------------- | --------------- |
| Monique Heart    | Canto e ballo   |
| Naomi Smalls     | Ballo con pose  |
| Gia Gunn         | Kabuki          |
| Trinity The Tuck | Tutorial comico |
| Farrah Moan      | Burlesque       |
| Monét X Change   | Canto e ballo   |
| Manila Luzon     | Pittura         |
| Jasmine Masters  | Stand-up comedy |
| Latrice Royale   | Majorette       |
| Valentina        | Lip Sync        |

Giudice ospite della puntata è Jenifer Lewis. RuPaul decide che Gia, Valentina, Latrice e Manila sono salve e passeranno all'episodio successivo. Dopo le critiche da parte dei giudici, RuPaul annuncia che Monique Heart e Trinity the Tuck sono le migliori della puntata, mentre Farrah Moan e Jasmine Masters sono le peggiori. Naomi e Monét si posizionano a metà e sono salve. Le concorrenti vengono mandate nel backstage per decidere chi verrà eliminato.
- L'eliminazione: Trinity The Tuck e Monique Heart si esibiscono in playback sulla canzone Emotions di Mariah Carey. Trinity The Tuck viene dichiarata vincitrice del playback e rivela di aver scelto Jasmine Masters per l'eliminazione.

### Episodio 2 -Super Girl Groups, Henny
Il secondo episodio inizia con le concorrenti che rientrano nell'atelier e Monique rivela di aver scelto anche lei Jasmine come concorrente da eliminare.
- La sfida principale: Per questa sfida principale, le concorrenti sono divise in due gruppi e dovranno scrivere, produrre e coreografare un numero di musical, dove in entrambe le esibizioni dovrà essere incorporata Stacy Layne Matthews, concorrente della terza edizione di RuPaul's Drag Race. Essendo state le migliori nella puntata precedente, Trinity The Tuck e Monique Heart sono scelte come capogruppo. Trinity sceglie Valentina, Latrice, Manila e Gia (ultima rimasta), mentre Monique sceglie Monét, Naomi e Farrah. Una volta scritto il pezzo, ogni gruppo va nella sala registrazione, dove Leland e Freddy Scott danno loro consigli e aiuto per la registrazione. Manila e Farrah hanno dei problemi nel rendere le loro strofe accattivanti, mentre Valentina riceve i complimenti per la sua estensione vocale. Successivamente ogni gruppo incontra Stacy Layne Matthews, con la quale organizza la coreografia per il brano. Nel blocco seguente le concorrenti discutono nel backstage, mentre si preparano.

| Team         | Concorrenti      | Brano della performance |
| ------------ | ---------------- | ----------------------- |
| Team Trinity | Trinity The Tuck | "Don't Funk It Up"      |
| Team Trinity | Valentina        | "Don't Funk It Up"      |
| Team Trinity | Latrice Royale   | "Don't Funk It Up"      |
| Team Trinity | Manila Luzon     | "Don't Funk It Up"      |
| Team Trinity | Gia Gunn         | "Don't Funk It Up"      |
| Team Monique | Monique Heart    | "Errybody Say Love"     |
| Team Monique | Monét X Change   | "Errybody Say Love"     |
| Team Monique | Naomi Smalls     | "Errybody Say Love"     |
| Team Monique | Farrah Moan      | "Errybody Say Love"     |

Giudici ospiti della puntata sono Ciara e Kacey Musgraves. Il tema della sfilata di questa puntata è Elegance After Dark, dove le concorrenti devono sfoggiare un elegante e vistoso abito da sera, rivestito di strass. RuPaul decide che Latrice, Gia e Trinity sono salve e passeranno all'episodio successivo. Dopo le critiche da parte dei giudici, Valentina e Monét X Change sono proclamate le migliori della puntata, mentre Farrah Moan e Monique Heart sono le peggiori. Naomi e Manila si posizionano a metà e sono salve.
- L'eliminazione: Valentina e Monét X Change si esibiscono in playback sulla canzone Into You di Ariana Grande. Valentina viene dichiarata vincitrice del playback e rivela di aver scelto Farrah Moan come concorrente da eliminare.

### Episodio 3 -Snatch Game of Love
Il terzo episodio inizia con le concorrenti che rientrano nell'atelier e si scopre che anche Monét aveva scelto Farrah come concorrente da eliminare, dato che era finita per due volte tra le peggiori.
- La sfida principale: Per questa sfida principale, le concorrenti giocheranno allo Snatch Game, versione drag del gioco americano The Match Game. Le partecipanti devono scegliere una celebrità e impersonarla per l'intero gioco; inoltre, per la prima volta, viene modificato il format del gioco, basandosi sul gioco americano The Dating Game (in Italia noto nella versione del Gioco delle coppie, in cui lo scopo è quello di un corteggiatore, rispondendo ad alcune domande. Durante i preparativi della sfida, per la seconda volta nella storia dello show dopo la settima edizione, Gia e Trinity vogliono fare lo stesso personaggio, Caitlyn Jenner, ma alla fine, dopo un confronto, Gia decide di cambiare personaggio nonostante non si sia preparata una scelta di riserva. Le celebrità scelte dai concorrenti sono state:

| Corteggiatore    | Concorrenti      | Celebrità impersonata |
| ---------------- | ---------------- | --------------------- |
| Gus Kenworthy    | Monét X Change   | Whitney Houston       |
| Gus Kenworthy    | Naomi Smalls     | Wendy Williams        |
| Gus Kenworthy    | Trinity The Tuck | Caitlyn Jenner        |
| Gus Kenworthy    | Valentina        | Eartha Kitt           |
| Keiynan Lonsdale | Monique Hearth   | Tiffany Haddish       |
| Keiynan Lonsdale | Manila Luzon     | Barbra Streisand      |
| Keiynan Lonsdale | Gia Gunn         | Jenny Bui             |
| Keiynan Lonsdale | Latrice Royale   | Della Reese           |

Giudici ospiti della puntata sono Gus Kenworthy e Keiynan Lonsdale. Il tema della sfilata di questa puntata è Boots the House Down, dedicata agli stivali. RuPaul decide che Monét e Monique sono salve e passeranno all'episodio successivo. Dopo le critiche da parte dei giudici, RuPaul decide che Trinity The Tuck e Manila Luzon sono le migliori della puntata, mentre Gia Gunn e Valentina sono le peggiori. Naomi e Latrice si posizionano a metà e sono salve. Quando tutte ritornano nell'atelier per discutere chi eliminare, Manila ha dubbi, dato che sia Gia che Valentina hanno dei punti forza e dei punti deboli, mentre Gia inizia a piangere perché non vuole andarsene e tutto ciò è troppo pesante per lei.
- L'eliminazione: Trinity The Tuck e Manila Luzon si esibiscono in playback sulla canzone How Will I Know di Whitney Houston. Manila Luzon viene dichiarata vincitrice del playback e rivela di aver scelto Gia Gunn per l'eliminazione.

### Episodio 4 -Jersey Justice
Il quarto episodio inizia con le concorrenti che rientrano nell'atelier e si scopre che Trinity aveva scelto anche lei Gia come concorrente da eliminare, dato che a detta sua era diventata insopportabile. Poi Valentina ringrazia Manila per averla salvata e anche Trinity ringrazia e dice che se avesse fatto il contrario avrebbe perso la fiducia nei suoi confronti. Infine Manila dice che se mai sarà di nuovo fra le migliori per segliere l'eliminata valuterà anche chi potrebbe ostacolarle la vittoria.
- La sfida principale: le concorrenti, divise in tre squadre, dovranno improvvisare due sketch nel programma di Michelle Visage Jersey Justice, un programma relativo a casi giudiziari stile Forum, ispirato ai personaggi pacchiani del New Jersey. Le squadre sono Manila e Naomi, Trinity e Valentina e Monique, Monét e Latrice. Manile e Naomi appariranno in You made me like a bitch, bitch!, Monique, Monét e Latrice in How'bout them cakes?, e infine Trinity e Valentina in I was snookered by Snooki!.

Giudici ospiti della puntata sono Zoë Kravitz e Erica Ash. Il tema della sfilata è Swerves and Curves: Padded for the Gods, dove le concorrenti devono sfoggiare un look con curve e padding esagerati. Dopo le critiche da parte dei giudici, RuPaul decide che Manila Luzon e Monique Hearth sono le migliori della puntata, mentre Latrice Royale e Monét X Change sono le peggiori. Trinity, Naomi e Valentina si posizionano a metà e sono salve. Quando ritornano nell'atelier per discutere chi eliminare, Latrice spiega che è molto amareggiata poiché ha fatto molti sacrifici per arrivare a dove è ora, mentre Valentina critica il parere dei giudici sul suo abito.
- L'eliminazione: Manila Luzon e Monique Heart si esibiscono in playback sulla canzone The Bitch Is Back di Tina Turner. Monique Heart viene dichiarata vincitrice del playback e rivela di aver scelto Latrice Royale come concorrente da eliminare.

### Episodio 5 -Roast in Peace
Il quinto episodio inizia con le concorrenti che rientrano nell'atelier e Monique spiega di aver salvato Monét basandosi sulle statistiche e non perché era sua amica. Manila invece aveva scelto Monét per salvare la sua amica di lunga data. Questa scelta lascia perplesse tutte le altre a tal punto da isolarla, e Monèt afferma che se mai Manila sarà tra le peggiori, sarà la prima che eliminerà.
- La sfida principale: RuPaul annuncia la riapertura del "RuPaul's Roast" (usato anche nella 5ª e 9ª edizione) ma, diversamente dall'edizioni precedenti, i concorrenti dovranno "leggere" (ovvero offendere scherzosamente) la drag queen Lady Bunny, sotto forma di discorso da funerale per la sua "scomparsa". Avendo vinto la puntata precedente Monique Heart decide l'ordine di esibizione che è: Monét, Trinity, Monique, Naomi, Valentina e infine Manila. Una volta scritte le battute, ogni concorrente raggiunge il palco principale per le prove, dove ricevono consigli da Cecily Strong. Mentre tutti si stanno preparando per esibirsi, Trinity chiede se qualcuno abbia cambiato idea su come eliminare le concorrenti e Monét risponde che continuerà a basarsi sulle statistiche mentre Manila spiega che una scelta del genere funziona fino a che è ovvia e, inoltre, chiarisce sul perché avesse voluto salvare Latrice.

Giudici ospiti della puntata sono Cecily Strong e Yvette Nicole Brown.Il tema della sfilata è Angelic White, dove le concorrenti devono sfoggiare un look in bianco con sembianze angeliche. Dopo le critiche da parte dei giudici, RuPaul decide che Manila Luzon e Monét X Change sono le migliori della puntata mentre le altre che non sono state proclamate le migliori, sono automaticamente a rischio eliminazione. Quando ritornano nell'atelier per discutere su chi eliminare, molte concorrenti capiscono che basarsi unicamente sulle statistiche non è sempre una scelta efficace. 
- L'eliminazione: Manila Luzon e Monét X Change si esibiscono in playback sulla canzone Jump to It di Aretha Franklin. Manila Luzon viene dichiarata inizialmente vincitrice del playback, ma RuPaul annuncia anche che Monét X Change ha vinto pareggiando. Inoltre, prima che venga rivelato il nome da eliminare, RuPaul dichiara che in questa puntata nessuno verrà eliminato e che le regole di All Stars sono sospese fino a nuovo avviso. Le concocrrenti tornano poi confuse nell'atelier, dove trovano un messaggio sullo specchio e il riflesso di Lady Bunny, che intima loro di girarsi per scoprire che ad aspettarle ci sono tutte le concorrenti precedentemente eliminate.

### Episodio 6 -LaLaPaRUza
Il sesto episodio si apre con la scena conclusiva dell'episodio precedente, in cui le concorrenti in gara trovano ad aspettarle quelle già eliminate. Dopo i saluti, tutte si riuniscono per parlare, e chiarire alcune scelte, riguardo alle eliminazioni e altro. Ad esempio, si scopre che sia Monét che Manila avevano deciso di eliminare Valentina, il che la lascia sconvolta poiché lei credeva di essere stata perfetta nella sfida.
- La sfida principale: le concorrenti devono prendere parte al LaLaPaRUza, un torneo di playback (ispirato al festival Lollapalooza) dove le concorrenti eliminate avranno la possibilità di tornare in gara. In caso di vittoria di un'eliminata, essa tornerà in gara eliminando definitivamente l'altra. Avendo vinto la puntata precedente, Manila Luzon e Monét X Change sono immuni dalla sfida e non potranno essere eliminate.

Il tema della sfilata è LaLaPaRUza Eleganza, dove le concorrenti devono sfoggiare i look con i quali avrebbero partecipato al torneo. Dopo la sfilata, RuPaul chiama le concorrenti eliminate e chiede ad ognuna chi ha deciso di sfidare. Latrice Royale sceglie di sfidare Monique Heart, Gia Gunn sceglie Naomi Smalls, Farrah Moan sceglie Valentina e infine Jasmine Masters è accoppiata a Trinity The Tuck.
- L'eliminazione: il primo duello è tra Jasmine Masters e Trinity The Tuck, che si esibiscono in playback sulla canzone Peanut Butter di RuPaul feat. Big Freedia. Trinity The Tuck viene dichiarate vincitrice e può continuare nella competizione, mentre Jasmine Masters viene definitivamente eliminata.

Il secondo duello è tra Farrah Moan e Valentina, che si esibiscono in playback sulla canzone Kitty Girl di RuPaul. Valentina viene dichiarate vincitrice, mentre Farrah Moan è definitivamente eliminata.
Il terzo duello è tra Gia Gunn e Naomi Smalls, che si esibiscono in playback sulla canzone Adrenaline di RuPaul. Naomi Smalls vince e Gia Gunn è esclusa.
L'ultimo duello è tra Latrice Royale e Monique Heart, che si esibiscono in playback sulla canzone Sissy That Walk di RuPaul. Latrice Royale viene dichiarate vincitrice del playback, reintrando nella competizione, ma RuPaul rivela che anche Monique Heart ha pareggiato, per cui non sarà eliminata. Dopo l'ultimo duello RuPaul annuncia che le regole di All Stars non sono più sospese e che tornano anche i "Lip Sync for Your Legacy".

### Episodio 7 -Queens of Clubs
Il settimo episodio inizia con le concorrenti che rientrano nell'atelier, dopo si accendono alcune discussioni.
- La sfida principale: le concorrenti, divise in tre squadre, devono inventare un nightclub, scegliendone il nome, il tema, l'arredamento e il format della serata. Essendo tornata in gara, Latrice Royale è incaricata di decidere le squadre: Monique è abbinata a Monét, Naomi a Valentina e Trinity a Manila, squadra a cui si aggiunge anche Latrice. Durante i preparativi della sfida, Monique e Monét scelgono il Blackhole con un arredamento a tema spaziale, Naomi e Valentina il Club 96 un locale glam e alla moda, e infine Trinity, Manila e Latrice il The Hive con un arredamento ispirato ad un alveare, dato che Trinity aveva notato che tutte e tre avevano degli outfit gialli e neri. Dopo aver finito il concept iniziale le concorrenti raggiungono lo studio dove iniziano a creare il club dipingendo le pareti e componendo l'arredamento, dopo di che sarà inscenata la serata inaugurale dei club.

Giudici ospiti della puntata sono Rita Ora e Susanne Bartsch. Il tema della sfilata è Plastique Fantastique, dove le concorrenti devono sfoggiare un look fatto di materiale plastico. Dopo le critiche da parte dei giudici, RuPaul decide che Latrice Royale e Trinity The Tuck sono le migliori della puntata, mentre Naomi Smalls e Valentina sono le peggiori. Manila, Monique e Monét si posizionano a metà e sono salve. Quando ritornano nell'atelier per discutere chi eliminare, Naomi è molto preoccupata per il fatto di essere sempre rimasta salva mentre Valentina è molto amareggiata perché non riesce a dare il massimo rispetto a quello che crede. Inoltre Trinity e Latrice ringraziano Manila, perché entrambe dicono che il suo aiuto è stato fondamentale per vincere la sfida.
- L'eliminazione: Latrice Royale e Trinity The Tuck si esibiscono in playback sulla canzone You Spin Me Round (like a Record) dei Dead or Alive. Latrice Royale viene dichiarata vincitrice del playback e rivela di aver scelto Valentina come concorrente da eliminare.

### Episodio 8 -RuPaul's Best Judy's Race
L'ottavo episodio inizia con le concorrenti che rientrano nell'atelier, e Naomi dice di essere grata a Latrice per averle dato una seconda possibilità. Anche Trinity aveva deciso di eliminare Valentina ma, come ha detto a Naomi, solo perché aveva delle statistiche peggiori alle sue. Subito dopo Monét fa notare che sia Manila che Trinity siano le concorrenti con le statistiche più alte, ma Manila dice che, arrivate a questo punto, tutto è possibile, anche essere eliminate nonostante il punteggio alto.
- La sfida principale: le concorrenti devono fare un makeover sul "best Judy" (il/la migliore amico/a con cui condivide tutti gli aspetti della vita gay, ispirandosi a un gergo degli omosessuali americani negli anni sessanta, dove si chiedeva «Ma tu sei amico di Judy?» come frase segreta per riconoscersi tra omosessuali), facendolo diventare un membro della loro famiglia drag. La sfida rende anche omaggio a Judy Garland, nel giorno del cui funerale partirono i Moti di Stonewall, infatti oltre al makeover, le concorrenti e i loro "Judy" dovranno eseguire una coreografia in onore dell'icona LGBT+.

| Concorrente      | Vero nome del "Best Judy" | Nome in drag del "Best Judy" |
| ---------------- | ------------------------- | ---------------------------- |
| Latrice Royale   | Tim                       | Alexis Night                 |
| Manila Luzon     | Michael                   | Iyowife Luzon                |
| Monét X Change   | Patty                     | Patty Cash                   |
| Monique Heart    | Danny                     | Shanida Heart                |
| Naomi Smalls     | Ricardo                   | Extra Smalls                 |
| Trinity The Tuck | Leo                       | Indigo The Tuck              |

Giudici ospiti sono Frances Bean Cobain ed Ellen Pompeo. Il tema della sfilata è Best Judy's Realness, dove le concorrenti e i loro "Judy" devono sfoggiare dei look simili, come in una famiglia drag. Dopo le critiche da parte dei giudici, RuPaul decide che Monét X Change e Naomi Smalls sono le migliori della puntata, mentre Latrice Royale e Manila Luzon sono le peggiori. Monique e Trinity si posizionano a metà e sono salve. Quando ritornano nell'atelier per discutere chi eliminare, sia Naomi che Monét hanno difficoltà a decidere, se basarsi sulle statistiche peggiori o su chi sia una potenziale rivale per la vittoria.
- L'eliminazione: Monét X Change e Naomi Smalls si esibiscono in playback sulla canzone Come Rain or Come Shine di Judy Garland. Naomi Smalls viene dichiarata vincitrice del playback e rivela di aver scelto Manila Luzon come concorrente da eliminare, lasciando sconvolti sia le altre concorrenti che gli stessi giudici.

### Episodio 9 -Sex and the Kitty Girl
Il nono episodio inizia con le concorrenti che rientrano nell'atelier, dopo la scioccante eliminazione di Manila. Tutte fanno i complimenti a Naomi per la sua esibizione nel playback e anche per la sua scelta azzardata di eliminare la concorrente più forte, giustificandosi dicendo che anche lei vuole arrivare alla corona. Poi si scopre che anche Monét aveva deciso di eliminare Manila, anche per ripicca poiché aveva cercato di eliminarla al posto di Latrice. Trinity invece è preoccupata perché come è successo a Manila, potrebbe essere lei la prossima a essere fatta fuori.
- La sfida principale: le concorrenti devono recitare nel film Sex And The Kitty Girl 3, parodia della serie tv Sex and the City. Avendo vinto la puntata precedente, Naomi Smalls dovrà assegnare i ruoli da interpretare. Durante le prove generali quasi tutte le concorrenti hanno dei problemi con la recitazione e la caratterizzazione dei personaggi.

| Concorrente      | Personaggio interpretato |
| ---------------- | ------------------------ |
| Latrice Royale   | Cynthia                  |
| Monét X Change   | Kristin                  |
| Monique Heart    | K-Jo                     |
| Naomi Smalls     | SJP                      |
| Trinity The Tuck | Kim                      |

Giudici ospiti della puntata sono Jason Wu e Felicity Huffman. Il tema della sfilata è Kitty Girl Couture, dove le concorrenti devono sfoggiare un look con sembianze e riferimenti felini. Dopo le critiche da parte dei giudici, RuPaul decide che Monique Heart e Trinity The Tuck sono le migliori della puntata mentre le altre sono automaticamente a rischio eliminazione.
- L'eliminazione: Monique Heart e Trinity The Tuck si esibiscono in playback sulla canzone When I Think of You di Janet Jackson. Trinity The Tuck viene dichiarata vincitrice del playback e rivela di aver scelto Latrice Royale come concorrente da eliminare.

### Episodio 10 -Super Queen Grand Finale
Il decimo e ultimo episodio di quest'edizione inizia con le quattro finaliste che ritornano nell'atelier e con Monique che rivela di aver scelto anche lei Latrice come concorrente da eliminare. Poi si discute su chi riuscirà a vincere quest'edizione.
Per l'ultima prova, prima di incoronare la vincitrice, le concorrenti devono comporre una strofa, cantare ed esibirsi nella nuova canzone di RuPaul, Super Queen, oltre che prendere parte ad un podcast con RuPaul e Michelle Visage.
Per la coreografia, le concorrenti hanno come istruttore, Todrick Hall. Durante la prova per la coreografia, Monique e Trinity hanno maggiori problemi con i passi. Nel frattempo, una ad una, le concorrenti prendono parte al podcast, dove RuPaul e Michelle Visage fanno domande sulla loro esperienza in questa edizione di RuPaul's Drag Race All Stars.
Quando il giorno dopo le concorrenti entrano nell'atelier, incontrano tutte le precedenti vincitrici di All Stars, ossia Chad Michaels, Alaska e Trixie Mattel che annunciano che aiuteranno RuPaul a decidere la vincitrice, ma si tratta di uno scherzo, infatti sono lì solo per dare dei consigli alle finaliste.
I giudici della puntata sono: RuPaul, Michelle Visage, Ross Mathews e Carson Kressley, Tordrik Hall come giudice ospite. Il tema della sfilata è All Stars Eleganza Extravaganza, dove le concorrenti dovranno sfilare con il loro abito migliore.
Dopo le critiche dei giudici, RuPaul comunica che due delle quattro finaliste hanno rubato maggiormente la scena, e queste sono Monét X Change e Trinity The Tuck, mentre Monique Heart e Naomi Small vengono eliminate. Le ultime due si esibiscono in playback sulla canzone Fighter di Christina Aguilera, dopo di che RuPaul dichiara che sia Monét X Change sia Trinity The Tuck sono le vincitrici della quarta edizione di RuPaul's Drag Race All Stars, diventando la prima edizione della storia del programma con due vincitrici in pareggio.